# Hjälm m/37

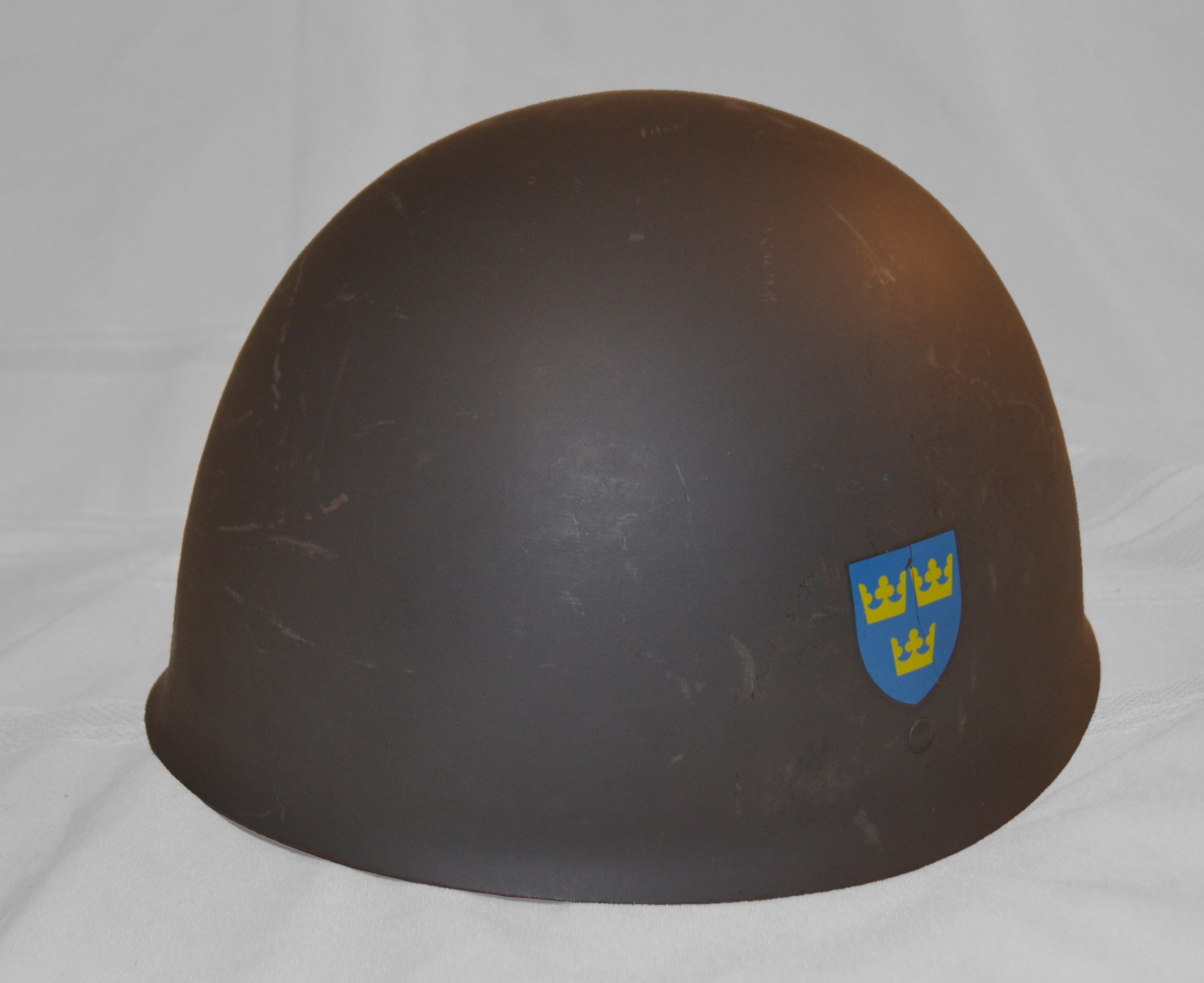
Hjälm m/37 utan hjälmöverdrag.

Hjälm m/37 (hjälm modell/1937) var en militär stålhjälm som användes inom svenska försvarsmakten från slutet av 1930-talet fram till mitten av 1990-talet, då den började ersättas av hjälm m/90. De sista exemplaren fasades ut under tidigt 2000-tal.
Hjälmen har även brukats i Finlands försvarsmakt som resultat av svensk krigshjälp under andra världskriget, samt i Estlands försvarsmakt som svensk upprustningshjälp under 1990-talet.

## Historia

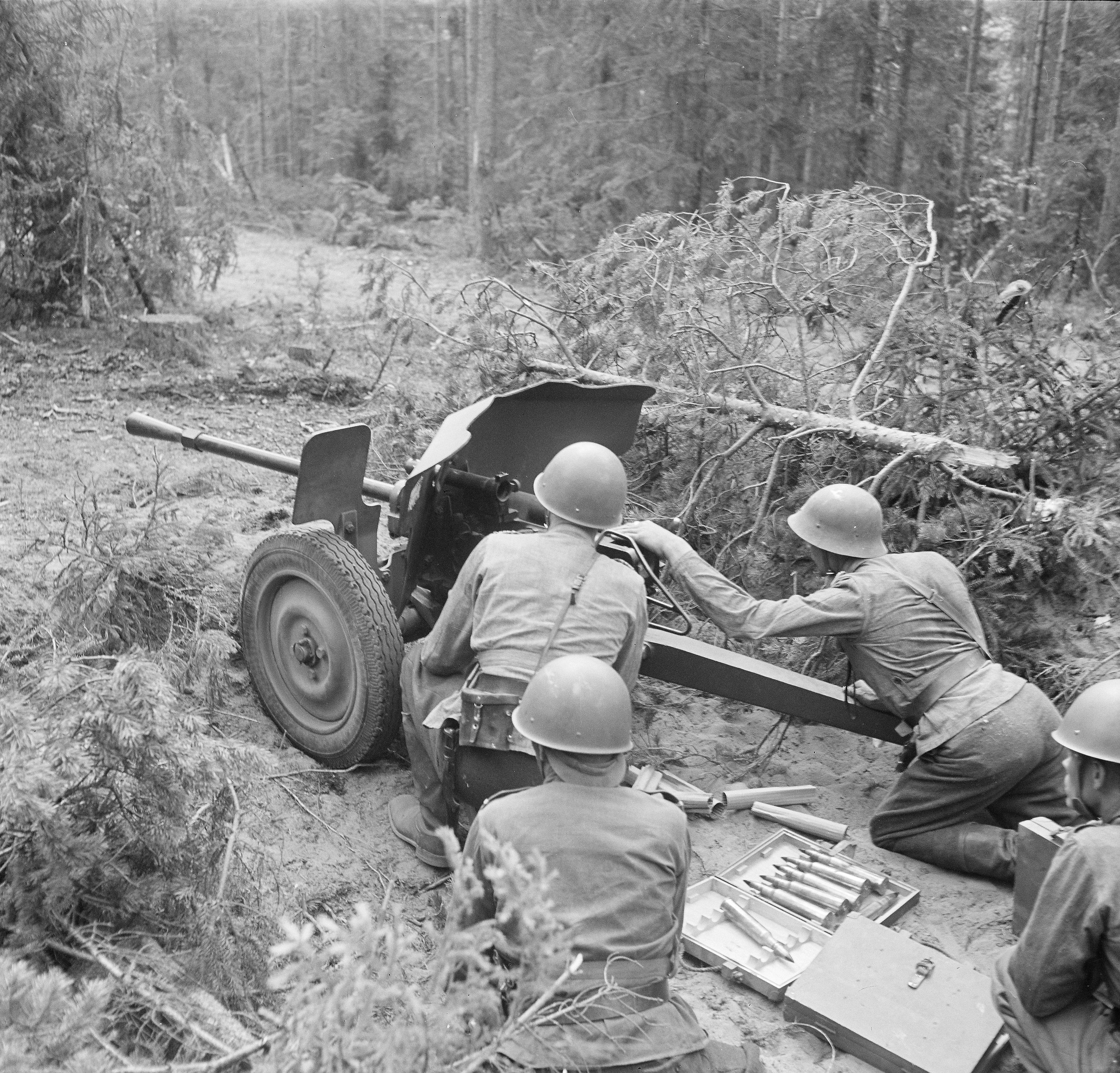
Finska pansarvärnssoldater iförda svenska hjälmar m/26 och m/37 under vinterkriget.

Hjälm m/37 infördes som ett resultat av 1936 års försvarsbeslut då pengar sköts till för modernisering och upprustning av försvarsmakten (på den tiden kallad krigsmakten). Med pengatillskottet kunde mycket ny materiel tas i bruk, därav flera saker under modellbeteckningen m/37 (modell/1937). Konstruktionen kom att komplettera de äldre konstruktionerna hjälm m/21 och hjälm m/26 från föregående decennium och användes inom hela svenska försvarsmakten.
När Sovjetunionen invaderade Finland 1939, sedermera kallat vinterkriget, skänktes flertalet svenska hjälmar till finska försvarsmakten som krigshjälp, däribland splitternya hjälm m/37. Dessa fanns kvar i finska krigsorganisationen under fortsättningskriget och fasades först ut under kalla kriget.
Hjälm m/37 moderniserades en handfull gånger med ny inredning samt hjälmöverdrag, däribland hjälmdok m/59, ett hjälmöverdrag som kombinerade hjälmnät, hjälmduk och huva etc, vilken utfodrades som standard till hjälmen.
Mot slutet av 1980-talet var det tydligt att hjälmen behövda bytas ut mot en modern kevlarhjälm och efter framtagning av hjälm m/90 började hjälm m/37 ersattas av dito. De sista exemplaren fasades ut under tidigt 2000-tal. I och med kalla krigets slut skickades gamla m/37-hjälmar även till den då nygrundade estländska försvarsmakten som upprustningstöd.

## Utformning
Hjälm m/37 var en enkel stålhjälmskonstruktion utan nedsänkt nackskärm, pannskärm eller ordentligt brätte (kantfläns). Olika storlekar förekom och vikten skiftade mellan 1,3 till 1,4 kg per hjälm.

### Inredning
- Vänster: hjälm m/37 med tidig inredning (inredning 1) och tidig hjälmdok m/59.
- Höger: hjälm m/37 med senare "chocksäker" inredning (inredning 3) och senare hjälmdok m/59 med kardborrband.

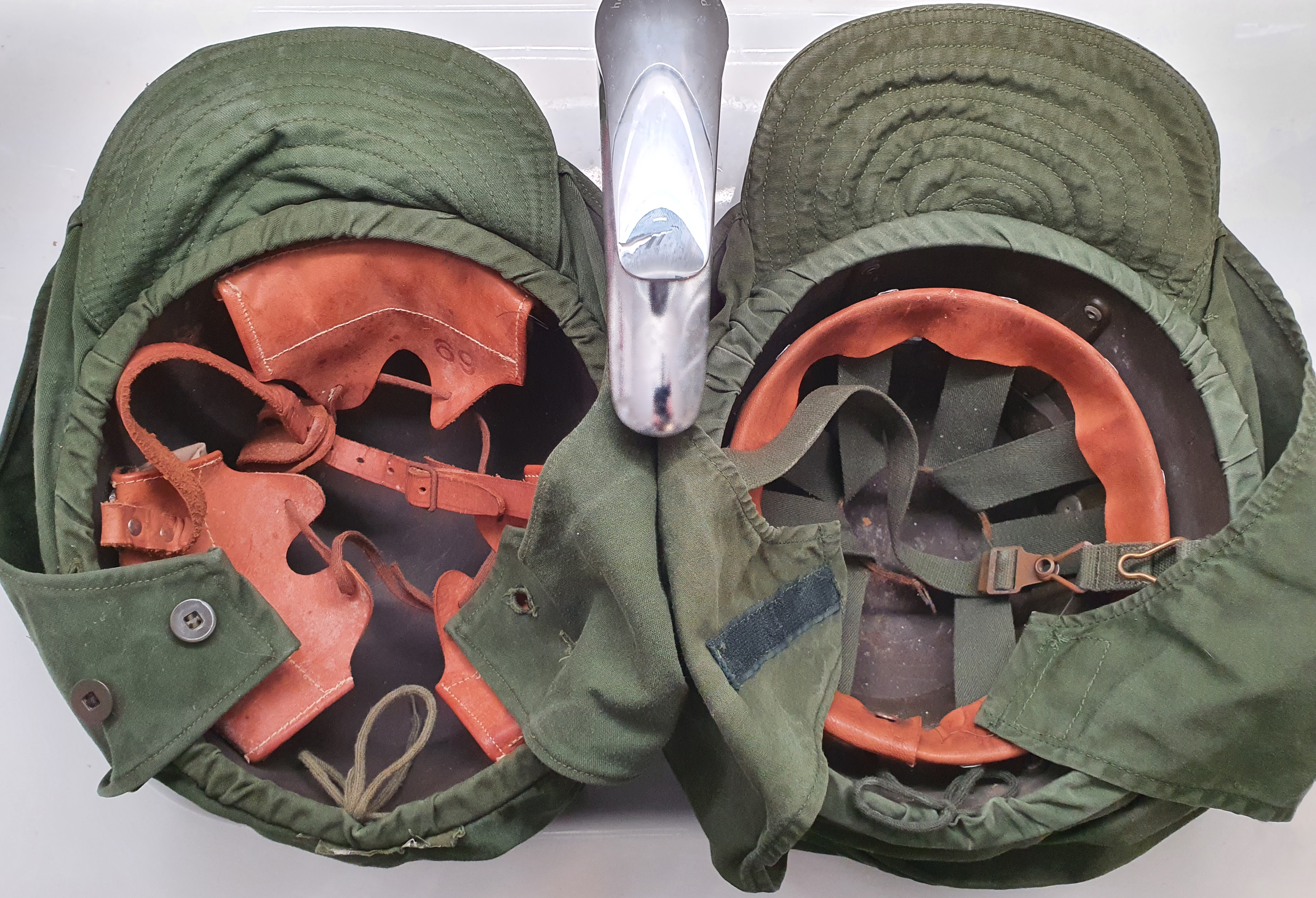

Den ursprungliga inredningen (inredning 1) bestod av tre läderkuddar på insidan för huvuddämpning och hakremsfästen på vardera sida för en hakrem i läder. Inredningen förbättrades med åren för att göra hjälmen mer "chocksäker", det vill säga stabilare ovanpå huvudet vid hård gång. Inredning 3 bytte ut de tre läderkuddarna mot ett uppspänt nät med omringande läderband i ett nytt plastfäste på hjälmens insida. Hakremmen byttes ut mot en modern textilrem med separat spänne och fäste.

## Hjälmöverdrag
Ursprungligen fanns inga standardiserade hjälmöverdrag för hjälm m/37, utan istället gjordes fältimprovisationer vid behov, såsom fastbundna duköverdrag i valfri kamouflagefärg, alternativt överspänt hönsnät eller andra ståltrådskonstruktioner för att fästa grönska och liknande.
Under andra världskrigets tidiga år introducerades ett ordentligt ståltrådsöverdrag för infästning av grönska, enkelt kallat maskeringstråd.[källa behövs] Efter andra världskriget köptes amerikanska hjälmnät in som kunde dras över hjälmen i maskeringssyfte, kallat hjälmnät m/51.
Runt 1960 tillkom ett ordentligt hjälmdok (jämför dok) betecknat hjälmdok m/59, försedd med maskeringsnät för hjälmklockan tänkt att fungera som fäste för ytterligare maskeringsföremål, samt ett duköverdrag med solskärm och nedfällbart vindskydd för nacke, öron och haka, även tänkt som skydd mot värmestrålning och skydd mot radioaktivt stoff i kombination med skyddsmask m/51. De ursprungliga modellerna använde knappar för att spänna ihop vardera sida av vindskyddet, medan senare varianter bytte ut knapparna mot kardborrband.
På 1990-talet infördes ett nytt hjälmnät till hjälm m/37 av samma kamouflagematerial som de kamouflagenät producerade av Saab Barracuda AB (ibland kallat barracudamaterial), bestående av ett stycke kamoflagenät och en avklippt innerslang. Nät av denna typ infördes spontant på förbandsnivå för att bättra på kamouflaget av hjälm m/37 med hjälmdok m/59, i väntan på att den nya kevlarhjälmen m/90 skulle införas.

### Bildgalleri

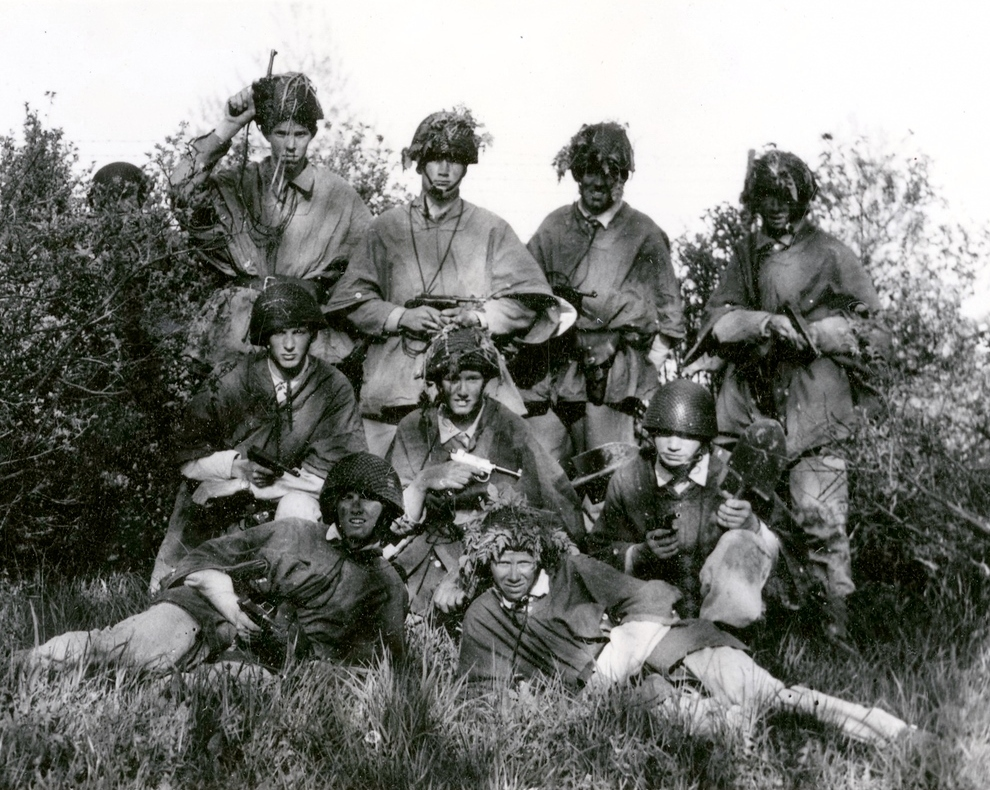
Soldater iförda hjälm m/37 med hjälmnät m/51 överdraget, 1956–1957.
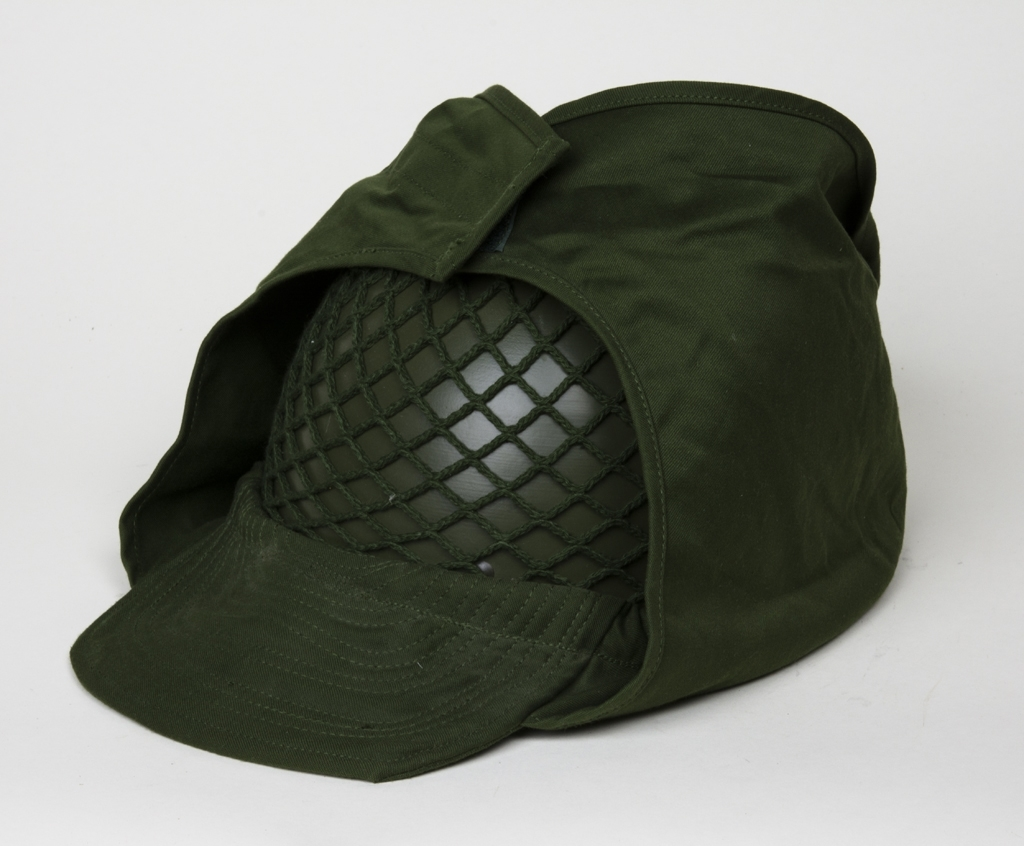
Hjälm m/37 med hjälmdok m/59 överdraget.
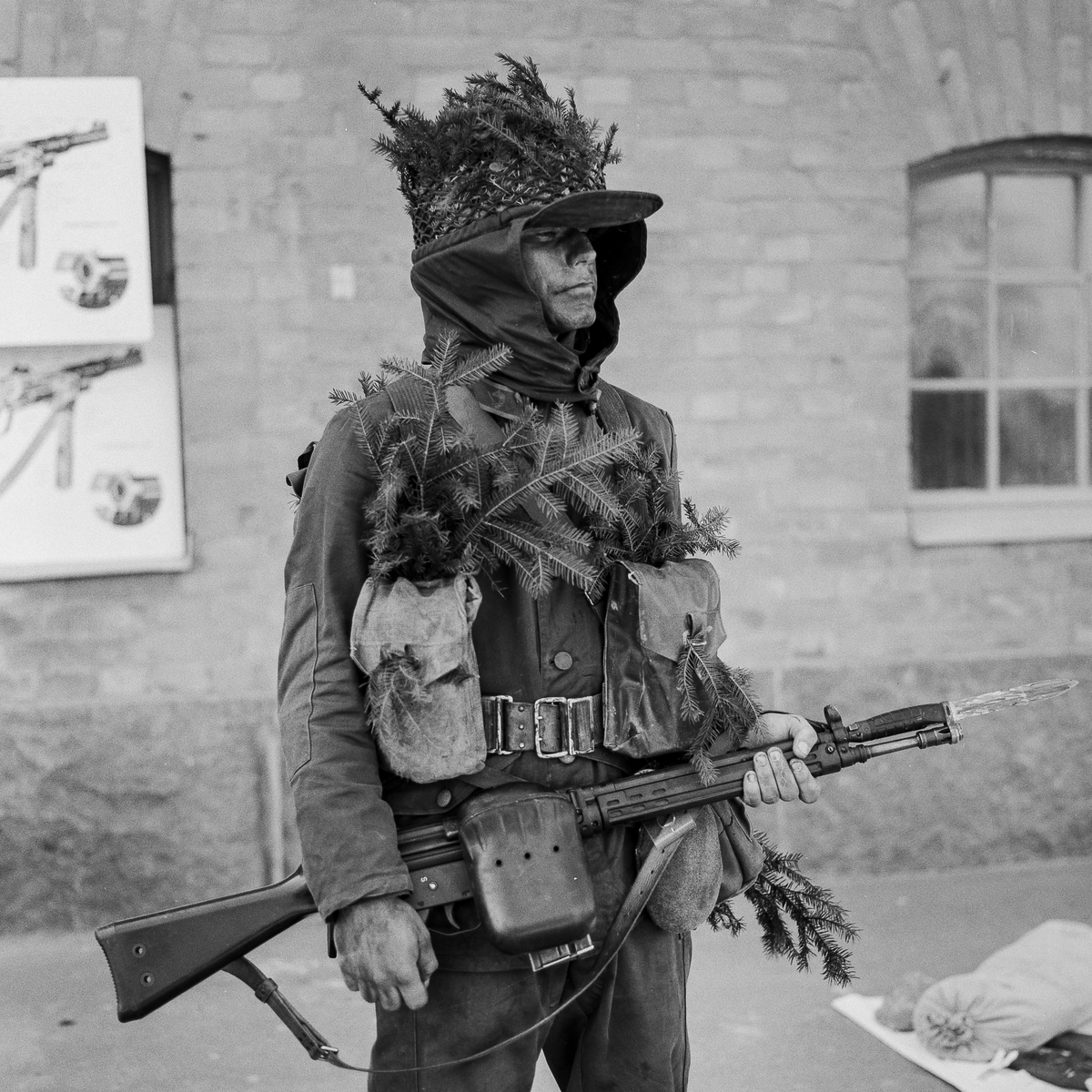
Maskererad soldat iförd hjälmdok m/59.
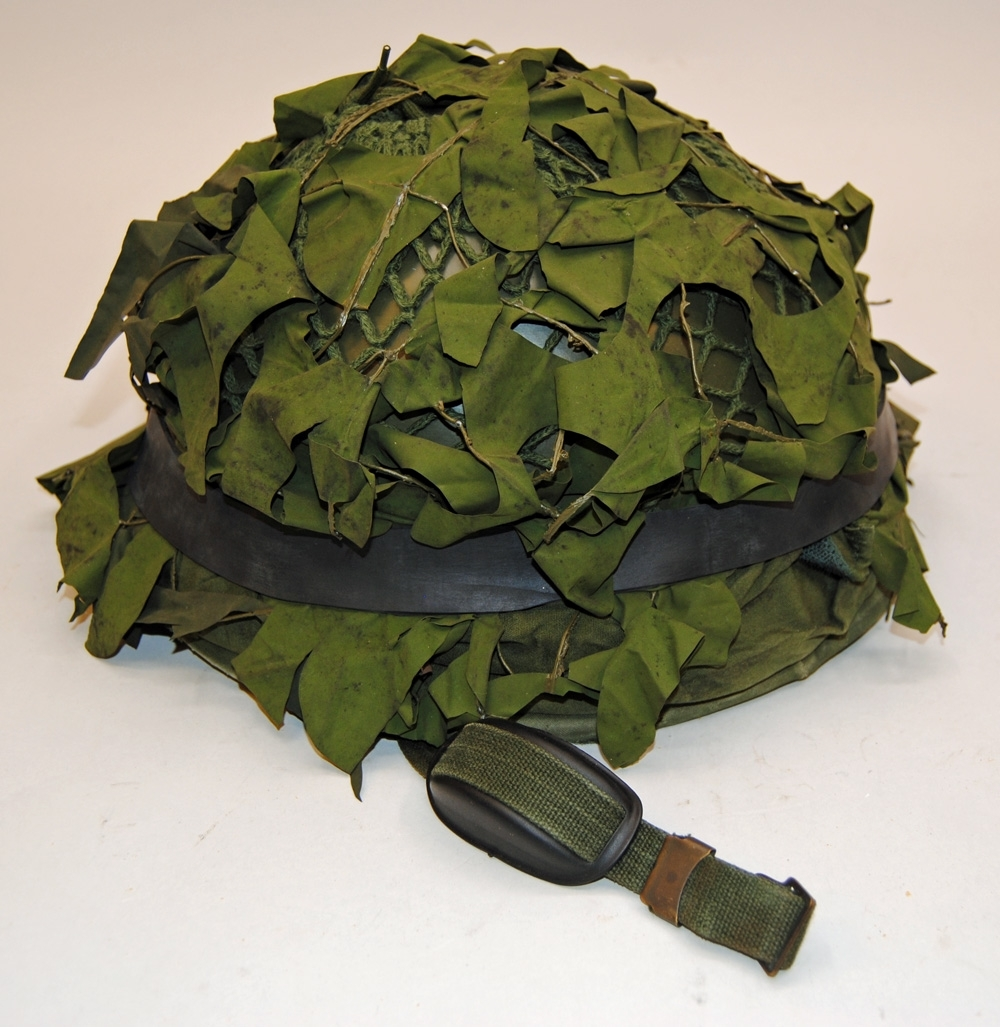
Hjälm m/37 med Saab Barracuda AB-hjälmnät från 1990-talet.

## Huvudskydd m/69 (polisiärt bruk)
- Vänster bild: Polis under utprovning av huvudskydd m/69 och västskydd m/69, juli 1970.
- Höger bild: Kroppsskydd m/69 visas upp vid justitiedepartementets besök hos rikspolisstyrelsen 1972. Justitieminister Herman Kling och rikspolischefen Carl Persson tittar på förste polisinstruktör Thore Christiansson iförd utrustningen.

För polisiärt arbeta förekom hjälm m/37 som förstärkningsutrustning hos svenska polisen. I och med att kriminella vapentillståndet ökade under kalla kriget togs det fram ett polisiärt kroppsskydd för polisen under sent 1960-tal. Kroppsskyddet hade en totalvikt på 20,1 kg och utgjordes av två delar: en 15,4 kg tung kroppsväst med axelparti, benämnd västskydd m/69, samt en hjälm m/37 som försetts med synslitsat pansarvisir, benämnd huvudskydd m/69.
Huvudskydd m/69 var ursprungligen målad olivgrön som försvarets hjälmar, men blev snabbt målad i polisiärt marinblått. För att kunna skjuta kpist m/45 med det stora visiret utvecklades en ny kolv till vapnet som tillät riktning med visiret nere.